# Heriaeus sossusvlei
Heriaeus sossusvlei es una especie de araña cangrejo del género Heriaeus, familia Thomisidae. Fue descrita científicamente por van Niekerk & Dippenaar-Schoemanen  2013.

## Distribución
Esta especie se encuentra en Namibia y Sudáfrica.